# Ritz Brothers
Pour les articles homonymes, voir Ritz.
Les Ritz Brothers étaient une équipe de frères comédiens américains qui jouaient ensemble dans des films, et qui, en tant qu'artistes, se sont produits de 1925 à la fin des années 1960.
 Trois des quatre frères Ritz formaient l'équipe. Le quatrième frère, George, était leur directeur. Il y avait aussi une sœur, Gertrude. Les trois artistes étaient :
- Al (en) (27 août 1901 - 22 décembre 1965)
- Jimmy (en) (4 octobre 1904 - 17 novembre 1985)
- Harry (en) (22 mai 1907 - 29 mars 1986)

## Biographie
La fratrie était issue de l'union du mercier juif d'origine autrichienne Max Joachim Ritz et de sa femme russe Pauline.
Ils forment leur trio en 1925, et rencontrent un certain succès sur la scène, mais ne débutent au cinéma qu'en 1934 dans un court-métrage éducatif. Ils apparaissent par la suite essentiellement dans des films musicaux, mais ne parviennent pas à rivaliser avec les Marx Brothers.
Les frères ont leur sépulture au Hollywood Forever Cemetery à Hollywood.

## Filmographie

### Au cinéma
- 1936 : Sing, Baby, Sing : The Ritz Brothers
- 1936 : Tourbillon blanc : The Ritz Brothers
- 1937 : Brelan d'as (You Can't Have Everything) de Norman Taurog : The Ritz Brothers
- 1937 : Sur l'avenue (On the Avenue) de Roy Del Ruth : Performers
- 1938 : Hollywood en folie : The Ritz Brothers
- 1938 : Un cheval sur les bras (Straight, Place and Show) de David Butler : The Ritz Brothers
- 1939 : Le Gorille (The Gorilla) d'Allan Dwan : le trio de détectives privés
- 1939 : Les Trois Louf'quetaires (en) : Three Lackeys
- 1939 : Pack Up Your Troubles : The Ritz Brothers
- 1940 : L'Auberge des loufoques : The Ritz Brothers
- 1942 : Behind the Eight Ball : Al Jester, Jimmy Jester, Harry Jester
- 1976 : Won Ton Ton, le chien qui sauva Hollywood (Won Ton Ton: The Dog Who Saved Hollywood) : Cleaning Women

#### Paroliers
- 1936 : Sing, Baby, Sing
- 1936 : Tourbillon blanc
- 1937 : Brelan d'as
- 1937 : On the Avenue
- 1938 : Hollywood en folie
- 1938 : Les Pirates du micro
- 1938 : Straight Place and Show’
- 1939 : Les Trois Louf'quetaires (en)
- 1940 : L'Auberge des loufoques
- 1942 : Behind the Eight Ball

### À la télévision
Séries télévisées
- 1955 : Max Liebman Spectaculars